# Godzilla

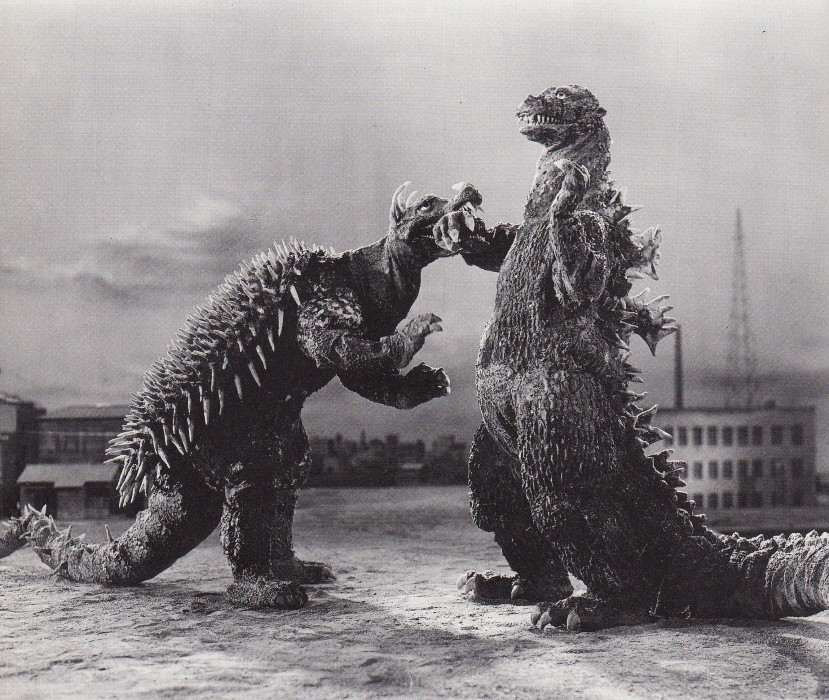
Godzilla (dreta) lluitant amb Anguirus (esquerra). Imatge promocional de la pel·lícula Godzilla Raids Again (1955)

Godzilla (ゴジラ - Gojira) és un monstre de ficció (kaiju) que apareix per primera vegada el 1954 amb una pel·lícula del seu mateix nom, produïda per Toho Film Company Ltd., de les que ja ha produït 28 pel·lícules. El 1998, TriStar Pictures dugué als cinemes una versió nord-americana del monstre, en els que destacava l'ús de les noves tècniques d'efectes digitals per ordinador.
Godzilla apareix en les primeres pel·lícules com un monstre destructor, provinent de la radiació atòmica causada per proves núclears fetes a l'oceà Pacífic. Posteriorment, Godzilla defensa el Japó d'atacs d'altres monstres sorgits d'arreu, des del més profund de la terra fins a l'espai més llunyà. Godzilla mor en diversos films, entre ells el primer, però retorna sempre davant el dubte que potser no va morir definitivament.

## Orígens
Godzilla ha estat sempre descrit com la mutació d'un antic dinosaure degut a la radiació nuclear de les proves realitzades prop del seu lloc de repòs, posteriorment s'utilitza aquest fet per explicar els estranys poders que posseeix el monstre:
- Una força increïble que l'hi permet avançar sense que res el detingui.
- Una resistència que el fa immune a totes les armes modernes.
- La possibilitat d'expulsar un raig atòmic per la boca.

El nom de Godzilla apareix de la unió de dues paraules: gorira (goril·la en japonès) i kujira (balena en japonés) donant pas al nom original Gojira. Tot i que avui en dia el seu nom és escrit en caràcters de sil·labari japonès katakana, antigament s'usaven caràcters ateji (呉爾羅).
El disseny del monstre, lluny d'assemblar-se a una balena, té un cos inspirat en el Tyrannosaurus rex, uns braços que podrien atribuir a un Iguanodon i finalment a la cresta dorsal de Stegosaurus.
El seu debut cinematogràfic fou el 1954 amb el títol original Gojira, el 1955 va ser vista per la comunitat Japonesa-Americana sota el títol Godzilla. Finalment, el 1956, va ser adaptada per una empresa americana i sota el nou títol Godzilla, King of the Monsters, aquesta versió va ser editada i es varen afegir talls en els que apareixia l'actor Raymond Burr, donant pas a una història completament diferent a l'original. Finalment, va ser llençada internacionalment aconseguint un gran èxit, de tal forma que al japó s'utilitza el nom Godzilla per sobre de Gojira.

## Filmografia
Era Shōwa
- Godzilla (ゴジラ) (1954)
- Godzilla Raids Again (ゴジラの逆襲) (1955)
- King Kong vs. Godzilla (キングコング対ゴジラ) (1962)
- Mothra vs. Godzilla (モスラ対ゴジラ) (1964)
- Ghidorah, the Three-Headed Monster (三大怪獣　地球最大の決戦) (1964)
- Invasion of Astro-Monster (怪獣大戦争) (1965)
- Ebirah, Horror of the Deep (ゴジラ・エビラ・モスラ　南海の大決闘) (1966)
- El fill de Godzilla (Son of Godzilla) (怪獣島の決戦 ゴジラの息子) (1967)
- Destroy All Monsters (怪獣総進撃) (1968)
- All Monsters Attack (ゴジラ • ミニラ • ガバラ オール 怪獣大進撃) (1969)
- Godzilla vs. Hedorah (ゴジラ対ヘドラ) (1971)
- Godzilla vs. Gigan (地球攻撃命令　ゴジラ対ガイガン) (1972)
- Godzilla vs. Megalon (ゴジラ対メガロ) (1973)
- Godzilla vs. Mechagodzilla (ゴジラ対メカゴジラ) (1974)
- Terror of Mechagodzilla (メカゴジラの逆襲) (1975)

Era Heisei
- The Return of Godzilla (ゴジラ) (1984)
- Godzilla vs. Biollante (ゴジラVSビオランテ) (1989)
- Godzilla vs. King Ghidorah (ゴジラVSキングギドラ) (1991)
- Godzilla vs. Mothra (ゴジラVSモスラ) (1992)
- Godzilla vs. Mechagodzilla II (ゴジラVSメカゴジラ) (1993)
- Godzilla vs. SpaceGodzilla (ゴジラVSスペースゴジラ) (1994)
- Godzilla vs. Destoroyah (ゴジラVSデストロイア) (1995)

Era Millenium
- Godzilla 2000 (ゴジラ2000 ミレニアム) (1999)
- Godzilla vs. Megaguirus (ゴジラ×メガギラス G消滅作戦) (2000)
- Godzilla, Mothra and King Ghidorah: Giant Monsters All-Out Attack (ゴジラ・モスラ・キングギドラ 大怪獣総攻撃) (2001)
- Godzilla Against Mechagodzilla (ゴジラ×メカゴジラ) (2002)
- Godzilla: Tokyo S.O.S. (ゴジラ×モスラ×メカゴジラ 東京SOS) (2003)
- Godzilla Final Wars (ゴジラ FINAL WARS) (2004)

Altres
- Godzilla, King of the Monsters (1956)
- Godzilla (1998)
- Godzilla (2014)